# Sedum edwardsii
Sedum edwardsii là một loài thực vật có hoa trong họ Crassulaceae. Loài này được (R.T. Clausen) B.L. Turner miêu tả khoa học đầu tiên năm 1995.